# Antonio José de Sucre
Antonio José de Sucre y Alcalá, stormarskal af Ayacucho (3. februar 1795 -  4. juni 1830) var en sydamerikansk selvstændighedsleder. Sucre var tæt knyttet til Simón Bolívar som personlig ven og opnåede position som general i Bolívars sydamerikanske befrielseshær. Sucre blev senere Bolivias anden præsident, og fungerede i en kort periode som Perus guvernør. Antonio José de Sucre blev myrdet under uklare omstændigheder i 1830. 

## Baggrund
Sucre blev født ind i en velstående og fremtrædende familie i 1795 i Cumaná, der dengang var en del af det spanske vicekongedømme Ny Granada og i dag ligger i delstaten Sucre i Venezuela. Antonio var søn af Vicente de Sucre y García de Urbaneja og María Manuela de Alcalá y Sánchez Ramírez de Arellan. Det er nogen uenighed om Sucres baggrund; ifølge en venezuelansk genealog var Sucre efterkommer af Charles de Succre, et medlem af en fransk-flamsk familie, der blev udnævnt af den spanske konge til guvernør over Cuba. Ifølge det tyske Lexikon des Judentums var Sucre efterkommer af en bayersk jødisk familie kaldet Zucker. 

## Militærkarriere
I 1814 tilsluttede Sucre sig kampen mod det spanske kolonistyre under den Spansk-amerikanske frihedskrig. Han viste sig at være en dygtig militær leder; i 1818 blev han udnævnt til oberst, og efter slaget ved Boyacá i 1819 blev Sucre Simón Bolívars stabschef. I 1821 blev han i en alder af 26 år udnævnt til brigadegeneral, hvilket gjorde ham til en af hærens yngste generaler. 
I 1821 satte Bolívar Sucre i spidsen for felttoget for at befri Quito i det nuværende Ecuador. Felttoget kuliminerede den 24. maj 1822, hvor Sucres oprørshær i slaget ved Pichincha opnåede en afgørende sejr over de spanske kongetro tropper. Sejren sikrede provinsens uafhængighed af den spanske krone og ledte vejen for Ecuadors senere selvstændighed. 
Sucre ledte herefter en række felttog mod royalisterne, herunder ved slaget om Junín den 6. august 1824. De kongetro spanske tropper havde dog fortsat kontrol med Peru og Øvre Peru (det nuværende Bolivia) i slutningen af 1824. Det afgørende slag fandt sted ved slaget ved Ayacucho den 9. december 1824, hvor det lykkedes Sucres styrker at besejre og tilfangetage størstedelen af de spanske styrker og officerer, herunder vicekongen José de la Serna e Hinojosa. Salget om Ayacucho banede vejen for Perus og Øvre Perus selvstændighed. Efter slaget førte Sucre på Bolívars ordre hæren mod Øvre Peru til støtte for Øvre Perus Øvre Perus frihedskrig. Sucre gik ind i Øvre Peru den 25. februar 1825 med ordre om at etablere en administration uafhængig af den spanske krone. Kampene om Øvre Perus uafhængighed fortsatte mod de sidste af royalisternes tropper, der havde deres centrum i Potosí. I april 1825 blev de sidste tropper nedkæmpet ved slaget om Tumusla, og royalisterne overgav sig den 7. april 1825. 

## Politisk karriere
Øvre Peru blev erklæret selvstændigt under navnet República Bolívar og Simon Bolívar blev tildelt præsidentposten i den nye republik. Ved den forfatningsgivende forsamling senere på året blev det besluttet at ændre republikkens navn til Bolivia. Republikken blev udråbt den 6. august 1825 på årsdagen for Sucres sejr ved slaget ved Junín. Bolívar fortsatte kortvarigt som præsident, men overlod den 29. december 1825 præsidentposten til Sucre, hvis politiske karriere forinden havde bestået i kortvarigt at være guvernør i Peru i perioden 23. juni 1823 – 17. juli 1823.
Simon Bolívars vision om én samlet sydamerikansk stat deltes imidlertid ikke af alle de nyligt selvstændige sydamerikanske områder. Peru og Bolivia ønskede ikke at tilslutte sig Bolívars nye stat Gran Colombia. Modstanden mod Bolívar og Sucre blev tiltagende og Sucre trådte herefter tilbage som Bolivias præsident den 18. april 1828. Sucre drog herefter tilbage til Gran Colombia i Quito, hvor han slog sig ned. I slutningen af 1828 blev han formand for Gran Colombias kongres. 
Spændingerne mellem Gran Colombia og Peru blev tiltagende støøre og i 1829 invaderede Peru Gran Colombias, der ønskede at annektere dele af det nuværende Ecuador. Sucre ledte som stormarskal Gran Colombias hær, der den 27. februar 1829 besejrede den peruvianske invasionsstyrke ved slaget ved Tarqui.
Sucre blev senere i 1829 udpeget til den kommission, der skulle undersøge og nedkæmpe separatistbevægelsen i Venezuela, hvor kræfter arbejdede for en frigørelse af Gran Colombia. I november 1829 udbrød opstand i Caracas, der førte til Venezuelas løsrivelse af Gran Colombia og i januar 1830 nedlagde Bolívar sit præsidentembede i resterne af Gran Colombia.

## Attentat
Da nyheden om Bolívars afgang nåede frem til Sucre drog han mod Quito. På vej til Quito faldt han den 4. juni 1830 i et baghold i nærheden af Pastro, i Sierra de Berruecos i det nuværende sydlige Colombia. Ved bagholdet blev Sucre dræbt af skud. 
Detaljerne om attentatet er usikre, og der findes flere teorier om, hvorfor Sucre blev myrdet og hvem, der stod bag. En af teorierne peger på, at José María Obando, der i 1831 blev Colombias præsident, var hjernen bag bagholdet. En af deltagerne i bagholdet ifølge denne teori blev senere henrettet for sin påståede rolle i attentatet. Andre teorier peger på Juan José Flores, Ecuadors præsident, Agustín Gamarra, Perus præsident og Francisco de Paula Santander, Colombias præsident. Det er også hævdet, at Sucrev blev myrdet, da han fremstod som en åbenbar efterfølger til præsidentposten i Colombia efter Bolívars afgang. Sucre var, ifølge historikeren Tomás Polanco Alcantara, "Simón Bolívars uundværlige komplement." 

## Efterfølgende betydning
Sucre regnes for en af de store revolutionshelte i som følge af sin rolle i frihedskrigen. 
Sucre-departementet i Colombia og Bolivias hovedstad Sucre er opkaldt efter Antonio José de Sucre. Ecuadors tidligere møntenhed hed sucre. Staten hvor han blev født, Cumaná i det nuværende Venezuela blev senere omdøbt til Sucre. Et stort nabolag i Caracas er ligeledes opkaldt efter ham. Enkelte af Sucres efterkommere i Venezuela har fulgt i hans militære og politiske fodspor. 
Antonia José de Sucre er bisat i katedralen i gravlagt i Quitos katedral, Catedral Metropolitana de Quito.

## Eksterne links
- Wikimedia Commons har flere filer relateret til Antonio José de Sucre
- Online udgave af The Emancipation of Peru: British Eyewitness Accounts, 2014. Higgins, James (redaktør) (engelsk)

| Efterfulgte: Simón Bolívar | Bolivias præsident 29. december 1825 – 18. april 1828 | Efterfulgtes af: José María Pérez de Urdininea |